# Woiwodschaft Traken

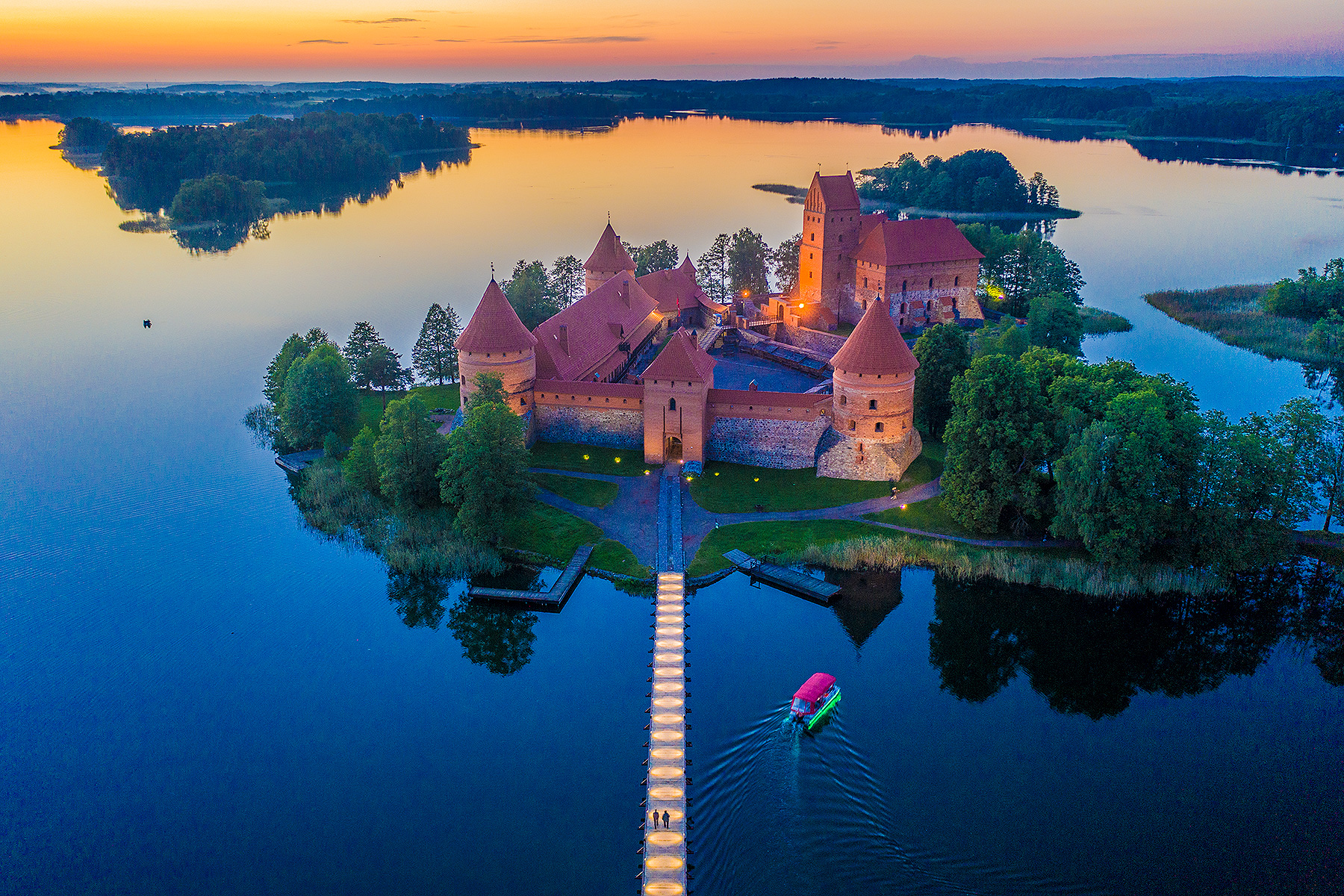
Wasserburg von Trakai

Die Woiwodschaft Traken (lat. Palatinatus Trocensis, modern lit. Trakų vaivadija, poln. województwo Trockie) war ein Verwaltungsgebiet ab 1413 im Großfürstentum Litauen, rund um dessen frühere Hauptstadt Traken (heute litauisch Trakai). und von 1569 bis 1795 in Polen-Litauen. Der erste Leiter (Woiwode) war Jaunius Valimantaitis (1380–1432). Die Woiwodschaft war durch Abgesandte im Senat vertreten. Sie wurde 1795 aufgelöst.